# Claudio Gutiérrez Vera
Claudio Gutiérrez Vera, né le 7 septembre 1964, est un homme politique espagnol membre du Parti populaire (PP).
Il est élu sénateur de Fuerteventura lors des élections générales de décembre 2015.

## Biographie

### Vie privée
Il est marié et père d'une fille et un fils.

### Activités politiques
Il est élu conseiller municipal de La Oliva lors des élections municipales de mai 2015 puis nommé adjoint au maire chargé de la Culture, des Sports, de la Jeunesse et du Transport public. Il a également été conseiller au Cabildo insulaire de Fuerteventura.
Élu sénateur de Fuerteventura lors des élections générales de novembre 2011, il démissionne en mai 2014 afin que Sandra Domínguez Hormiga, membre de l'AMF, puisse siéger. Réélu en décembre 2015 et juin 2016, il démissionne en juin 2018 pour que sa suppléante Esther Hernández, du PP, puisse également siéger. Il est premier vice-président de la commission de l'Équipement.